# Nevio Felicetti
Nevio Felicetti (Pescara, 22 ottobre 1925 – Pescara, 19 febbraio 2015) è stato un politico italiano.

## Biografia
Iscritto al Partito Comunista dal 1945 è stato attivo in ambito sindacale e membro della CGIL. Nei primi anni cinquanta ricopre l'incarico di assessore comunale della sua città natale, eletto in seguito alla Camera nella VII legislatura e al Senato nell'VIII e IX.